# 义宁公主 (后唐)
义宁公主（？—953年），后唐公主。
中国五代十国后唐第一代皇帝庄宗李存勖的女儿，嫁给宋廷浩。宋廷浩官至房州刺史，后晋初年为汜水关使，张从宾叛乱时，宋廷浩战死。义宁公主之子宋渥。天福年间，石敬瑭在公主入见时准其不拜。当时战争频繁，国库不实，但公主之家，赐予丰厚。一天，石敬瑭从容对公主说：“朕于主家无所爱惜，但朝廷多事，府库甚虚，主所知矣。今辇毂之下，桂玉为忧，可命渥分司西京，以丰就养。”丰厚地遣他们到洛阳，命西京留司准备晨昏伏腊之用，至于醯醢，也有准备。唐庄宗有个姑姑封为义宁公主，也嫁给了宋姓人家。后周广顺三年（953年）春，义宁公主去世。